# Cryptomaster leviathan
Cryptomaster leviathan là một loài thuộc họ Cladonychiidae (bộ Opiliones), sống tại vùng tây nam Oregon. Nó là họ hàng gần của loài C. behemoth.